# Virginio (cantante)
Virginio Simonelli, conosciuto solo come Virginio (Fondi, 31 gennaio 1985), è un cantautore italiano. Ha debuttato nel 2006 partecipando al Festival di Sanremo nella categoria Giovani con il brano Davvero. Pubblica poi con Universal Music il suo primo album Virginio. Nel 2011 ha vinto la decima edizione di Amici di Maria De Filippi nella categoria canto ed è uscito il suo primo EP Finalmente. Tra il 2012 e il 2024 ha pubblicato sedici singoli. Ad oggi le sue vendite superano le 30 000 copie e tra i premi ricevuti vi è anche un Wind Music Award oro.

## Biografia

### Gli esordi:Sanremo giovanied il primo albumVirginio
Da adolescente impara a suonare il pianoforte. Dopo la maturità classica si trasferisce a Milano, dove frequenta la Nuova accademia di belle arti ed entra in contatto e collabora con Paolo Agosta e Ivo Grasso.
Nel 2006 partecipa al 56º Festival di Sanremo nella sezione Giovani con un brano da lui scritto e musicato con Paolo Agosta, Davvero, venendo eliminato nella seconda serata; singolo apripista del suo primo album Virginio da cui vengono estratti anche i singoli Instabile e Novembre.

### La vittoria diAmici di Maria De Filippie l'EPFinalmente
Nel 2011 vince la decima edizione di Amici nella categoria canto, ottenendo un premio di 100.000 euro.. Nel corso del programma presenta i propri inediti Ad occhi chiusi, Non ha importanza e Dolcenotte. 
Nel 2010 musica i brani Milleluci e Adesso stop! per Paola & Chiara e collabora con le sorelle Iezzi anche al testo del primo.
L’8 marzo viene pubblicato l'EP Finalmente, edito dalla Universal Music Group e certificato disco d'oro  per le 30 000 copie raggiunte; vengono estratti i singolo Ad occhi chiusi e Sale.

### Ovunquee il ritorno adAmici
Nel 2012 è autore, con Francesca Michielin, su musiche di Elisa, del brano Riflessi di me, interpretato dalla stessa Michielin e title track del suo primo album. 
Il 16 marzo 2012 viene pubblicato il brano Alice (Elis), singolo apripista del secondo album di Virginio Ovunque. L'album, pubblicato il 26 marzo 2012, debutta alla 12ª posizione della Classifica FIMI Album. Viene pubblicato il secondo singolo estratto dall'album: La dipendenza.
Nel 2012 partecipa all'undicesima edizione del programma Amici di Maria De Filippi in un circuito di gara, definito Big, che vede come partecipanti alcuni ex concorrenti delle edizioni precedenti del talent, risultando il primo eliminato.
Nel 2013 musica e scrive per e con Laura Pausini i brani Limpido, in duetto con Kylie Minogue, e Dove resto solo io.

### 2015-2019
Nel 2015 è l'opening act di una tappa del Naïf tour di Malika Ayane e pubblica il singolo Hercules. Nello stesso anno è uno degli autori del testo di Rimani tu di Raf. Nel 2016, insieme ad Andrea Ferrara, scrive e musica Weird di Lorenzo Fragola.
Nel 2016 viene pubblicata la compilation A.M.I. – Rarità di Artisti per Amatrice, i cui ricavi vengono donati alle vittime del terremoto del 2016, a cui Virginio partecipa con la cover di Royals di Lorde. Nel 2017 è co-autore di testo e musica del brano Chiaroscuro di Chiara Galiazzo.
A luglio 2017 partecipa alla Symphonic Night Vol 2 Napoli Fantasy allo Shibuya O-EAST di Tokyo, come guest vocalist del gruppo prog-rock Cervello di Corrado Rustici, evento da cui è stato pubblicato, prima nel mercato asiatico e poi nel resto del mondo, un cd e dvd live dal titolo Live in Tokyo 2017. A settembre 2018 è parte del cast dell’evento musicale Buon compleanno Mimì dell’associazione culturale Minuetto in ricordo di Mia Martini presso il Teatro Nuovo di Milano, omaggiando l’artista con una cover di Il fiume dei profumi, canzone scritta per lei da Biagio Antonacci. Nel 2017 pubblica il singolo Semplifica prodotto da Gianluigi Fazio e scritto in collaborazione con lo stesso Fazio e Edwyn Roberts e promosso live dal cantautore durante il Festival Show 2018.
Nel 2018 torna a collaborare con Laura Pausini con la quale è co-autore del testo di Fantastico (fai quello che sei), E.sta.a.te e Il caso è chiuso, è poi impegnato come opening act in cinque tappe del Fatti sentire World Wide Tour 2018 della Pausini. A novembre 2018 si esibisce ad Osaka al festival "Italia, amore mio!", manifestazione organizzata dalla Camera del Commercio Italiana che promuove in Giappone il made in Italy nel campo della musica, dell’arte e dell’enogastronomia. Nello stesso anno pubblica il singolo Rischiamo tutto e nel 2019 Cubalibre, il cui video ispirato a The Dreamers - I sognatori di Bernardo Bertolucci, per la regia di Alessandro Congiu, è premiato come Video rivelazione dell'anno al Premio Roma Videoclip 2019.
Con una conferenza presso la Camera dei deputati a giugno 2016, è stato annunciato che Virginio avrebbe collaborato a Parole liberate: oltre il muro del carcere, un concorso di poesia, ideato da Duccio Parodi e Michele De Lucia, riservato alle persone detenute. La poesia vincitrice del concorso P.S. post scriptum, dell'allora detenuto presso il carcere di Opera Giuseppe Catalano, infatti, è stata musicata da Virginio e incisa e pubblicata nel 2019. P.S. post scriptum è stato premiato come miglior testo al Festival internazionale del film corto tulipani di seta nera.
Tra il 2018 e il 2019 collabora con Officine Buone, ONLUS che porta la musica dal vivo negli ospedali, partecipando anche alla serie di MTV Involontaria ispirata al progetto.

### 2020-oggi
Nel 2020 partecipa a Tale e quale show e assume il ruolo di direttore artistico musicale della MP FILM, società di produzione cinematografica-musicale. Nello stesso anno firma anche la direzione sonora di Donne - Storie che ispirano, docu-serie su quattro donne con tumore al seno, condotta da Paola Marella su LA7d, e di Manteniamoci Informate, campagna di sensibilizzazione al tumore ovarico.
Nel 2021 pubblica i singoli Rimani (presentato in America Latina anche nella versione in lingua spagnola Mañana nel 2022) e Brava gente. Sempre nel 2021 è coautore di Ti vedo da fuori di Alessandra Amoroso, presente nell’album Tutto accade.
Tra febbraio e aprile 2022 è coautore del brano Quello che abbiamo perso di Giusy Ferreri, presente nell'album Cortometraggi e duetta con Bianca Atzei nel singolo della cantante Collisioni. In estate pubblica il singolo M'incanta per Universal Music Italy e scrive con Daniele Coro Il panda con le ali, brano partecipante alla 65ª edizione dello Zecchino d'Oro e risultato vincitore della manifestazione.
Nel 2022 pubblica il singolo Non dirlo a nessuno, e la sua versione spagnola No le digas a nadie, brano portante della colonna sonora del film omonimo di Alessio Russo, a cui anche Virginio prende parte con un cameo.
L'11 dicembre 2022 partecipa e vince la seconda edizione di Natale e quale show con l'interpretazione di George Michael in Last Christmas.
Nell'inverno 2023 collabora alla creazione della canzone Un milione di piccole tempeste interpretata da Gianni Morandi. Il 25 maggio 2023 pubblica il suo nuovo singolo Il giorno con la notte in italiano e El día con la noche in spagnolo, in duetto con Teo Bok e con la produzione di Julio Reyes Copello.
Nel giugno 2023 torna a collaborare con Laura Pausini, per la quale scrive e musica Il primo passo sulla Luna e anche Vale la pena dell'album Anime Parallele.
Nel gennaio 2024 scrive per e con Alberto Urso Mille domande. A febbraio partecipa a Tale e quale Sanremo. Il 16 e il 30 marzo è l'opening act delle date a Città del Messico e a Miami del Laura Pausini World Tour 2024 . Nel 2024 pubblica il suo nuovo singolo Noche Negra (Notte nera nella versione italiana) .
A settembre 2024 partecipa alla composizione della musica del brano Disobbedire di Fiorella Mannoia e pubblica il suo nuovo singolo Amarene (Amarenas nella versione spagnola). A ottobre 2024 collabora con Marco Masini per testo e musiche delle canzoni Due fidanzati degli anni '30 e Parlare al futuro presenti nell'album 10 amori

## Vita privata
Il 24 maggio 2023 si dichiara omosessuale in un'intervista a Vanity Fair.

## Discografia

### Album
- 2006 - Virginio
- 2012 - Ovunque

### EP
- 2011 - Finalmente

### Singoli
- 2006 - Davvero
- 2006 - Instabile
- 2006 - Novembre
- 2011 - Ad occhi chiusi
- 2011 - Sale
- 2012 - Alice (Elis)
- 2012 - La dipendenza
- 2015 - Hercules
- 2018 - Semplifica
- 2018 - Rischiamo tutto
- 2019 - Cubalibre
- 2019 - P.S. post scriptum
- 2021 - Rimani
- 2021 - Brava gente
- 2022 - Collisioni con Bianca Atzei
- 2022 - Mañana
- 2022 - M'incanta
- 2022 - Non dirlo a nessuno
- 2023 - El día con la noche con Teo Bok
- 2024 - Noche negra; Notte nera
- 2024 - Amarene; Amarenas

### Video musicali
- 2006 - Davvero
- 2006 - Instabile
- 2011 - Ad occhi chiusi
- 2011 - Sale
- 2012 - Alice (Elis)
- 2012 - La dipendenza
- 2015  - Hercules
- 2018 - Semplifica
- 2018 - Rischiamo tutto
- 2019 - Cubalibre
- 2019 - P.S. post scriptum
- 2021 - Rimani
- 2021 - Brava gente
- 2022 - Collisioni con Bianca Atzei
- 2022 - Mañana
- 2022 - M'incanta
- 2022 - Non dirlo a nessuno
- 2023 - El día con la noche con Teo Bok
- 2024 - Noche negra; Notte nera
- 2024 - Amarene; Amarenas

## Tour
- 2011 – Finalmente tour[65]
- 2012 – Ovunque tour
- 2017 – Acoustic live tour
- 2018/2019 – ElectroAcoustic live tour
- 2024 – Virginio 2024[66]

## Autore e compositore per altri cantanti
| Anno | Titolo | Artista                           | Album                   |
| ---- | --- | --------------------------------- | ----------------------- |
| 2010 | Milleluci (Testo: Chiara Iezzi, Paola Iezzi, Virginio Simonelli - Musiche: Virginio Simonelli)                           | Paola & Chiara                    | Milleluci               |
| 2010 | Adesso stop! (Testo: Chiara Iezzi, Paola Iezzi - Musiche: Virginio Simonelli)                                            | Paola & Chiara                    | Milleluci               |
| 2012 | Riflessi di me (Testo: Francesca Michielin, Virginio Simonelli - Musiche: Elisa Toffoli)                                 | Francesca Michielin               | Riflessi di me          |
| 2013 | Limpido (Testo: Laura Pausini, Virginio Simonelli - Musiche: Virginio Simonelli)                                         | Laura Pausini feat. Kylie Minogue | 20 - The Greatest Hits  |
| 2013 | Dove resto solo io (Testo: Laura Pausini, Virginio Simonelli - Musiche: Virginio Simonelli)                              | Laura Pausini                     | 20 - The Greatest Hits  |
| 2014 | Qualcosa resta sempre (Testo: Virginio Simonelli - Musiche: Chris Loco, Natalia Hajjara e Philippe Marc Anquetil)        | Chiara                            | Un giorno di sole       |
| 2015 | Rimani tu (Testo e musiche: Chiara Civello, Alessandra Flora, Raffaele Riefoli, Virginio Simonelli e Luca Vicini)        | Raf                               | Sono io                 |
| 2015 | Como yo sabría (Testo e musiche: Laura Pausini e Virginio Simonelli)                                                     | Maverick López Sánchez            | 18+1                    |
| 2016 | Weird (Testo e musiche: Andrea Ferrara, Virginio Simonelli)                                                              | Lorenzo Fragola                   | Zero Gravity            |
| 2017 | Chiaroscuro (Testo: Chiara Galiazzo, Virginio Simonelli - Musiche: Gianluigi Fazio, Virginio Simonelli)                  | Chiara                            | Nessun posto è casa mia |
| 2018 | Fantastico (fai quello che sei) (Testo: Laura Pausini, Virginio Simonelli - Musiche: Laura Pausini, Paolo Carta)         | Laura Pausini                     | Fatti sentire           |
| 2018 | Il caso è chiuso (Testo: Laura Pausini, Virginio Simonelli - Musiche: Daniel Vuletic)                                    | Laura Pausini                     | Fatti sentire           |
| 2018 | E.sta.a.te (Testo: Laura Pausini, Virginio Simonelli - Musiche: Paolo Carta)                                             | Laura Pausini                     | Fatti sentire           |
| 2018 | Tra le mani (Testo e musiche: Andrea Bonomo e Virginio Simonelli)                                                        | Carmen Ferreri                    | La complicità           |
| 2019 | Punto a capo (Testo e musiche: Virginio Simonelli)                                                                       | Carmen Ferreri                    | Più forti del ricordo   |
| 2019 | Magnifico donare (Testo e musiche: Virginio Simonelli) Brano promozionale per AVIS                                       | Chiara                            | —                       |
| 2020 | Ognuno per sé (Testo e musiche: Virginio Simonelli)                                                                      | Francesco Bertoli                 | Carpe Diem              |
| 2021 | Ti vedo da fuori (Testo e musiche: Federica Camba, Daniele Coro, Virginio Simonelli)                                     | Alessandra Amoroso                | Tutto accade            |
| 2022 | Quello che abbiamo perso (Testo e musiche: Diego Mancino, Daniele Coro, Virginio Simonelli)                              | Giusy Ferreri                     | Cortometraggi           |
| 2023 | Un milione di piccole tempeste (Testo e musiche: Diego Mancino, Daniele Coro, Federica Camba, Virginio Simonelli)        | Gianni Morandi                    | Evviva!                 |
| 2023 | Il primo passo sulla Luna (Testo: Virginio Simonelli, Cheope, Laura Pausini - Musiche: Virginio Simonelli, Jason Rooney) | Laura Pausini                     | Anime Parallele         |
| 2023 | Vale la pena (Testo e musiche: Virginio Simonelli, Daniele Coro, Denise Faro, Diego Mancino, Laura Pausini)              | Laura Pausini                     | Anime Parallele         |
| 2024 | Mille domande (Testo e musiche: Virginio Simonelli, Alberto Urso, Daniele Coro, Fabio Arduini)                           | Alberto Urso                      | —                       |
| 2024 | Disobbedire (Testo: Fiorella Mannoia, Cheope - Musiche: Marco Colavecchio, Virginio Simonelli, Carlo Di Francesco)       | Fiorella Mannoia                  | —                       |
| 2024 | Parlare al futuro (Testo e musiche: Marco Masini, Antonio Iammarino, Virginio Simonelli)                                 | Marco Masini                      | 10 amori                |
| 2024 | Due fidanzati degli anni '30 (Testo e musiche: Marco Masini, Daniele Coro, Diego Mancino, Virginio Simonelli)            | Marco Masini                      | 10 amori                |

## Riconoscimenti
- 2011 - Primo classificato nella categoria canto della decima edizione di Amici di Maria De Filippi[81]
- 2011 - Wind Music Award oro per Finalmente[4]
- 2018 - Premio internazionale Palinuro[82]
- 2018 - Riconoscimento Giovanni Paolo II[83][84]
- 2019 - Premio Roma Videoclip come Video rivelazione dell'anno 2019 per Cubalibre[85]
- 2020 - Premio #SocialClip per P.S. post scriptum al XIII Festival internazionale film corto – tulipani di seta nera 2020[36]
- 2022 - Premio speciale al Fara film festival 2022[86][87][88]
- 2022 - Premio persona dell'anno 2022 di Fondi[89]
- 2022 - Zecchino d'oro come autore della canzone Il panda con le ali
- 2023 - Premio Roma Videoclip come video International per El día con la noche[90]